# هجوم كيرينسكي
هجوم كيرينسكي (بالروسية: Наступление Керенского) ويُسمى أيضًا هجوم الصيف، هجوم يونيو (بالروسية: Июньское наступление) في روسيا، أو هجوم يوليو في التأريخ الغربي، وقع في الفترة من 1 يوليو [18 يونيو بالتوقيت القديم] إلى 19 يوليو [6 يوليو بالتوقيت القديم] عام 1917 وكان آخر هجوم روسي في الحرب العالمية الأولى.
بعد تنازل الإمبراطور نيكولاس الثاني عن العرش أثناء ثورة فبراير، تعهدت الحكومة الروسية المؤقتة بالوفاء بالتزامات روسيا القائمة تجاه الوفاق الثلاثي، والتي تضمنت شن هجوم في ربيع عام 1917. كانت العملية موجهة نحو الاستيلاء على ليمبيرج وبقية غاليسيا من النمسا والمجر.
كُلِّفت الجبهة الجنوبية الغربية  للجيش الروسي بالهجوم، لأنها كانت الأقل تأثرًا بالتحريض الثوري وستقاتل في الغالب النمسا والمجر، التي لم تتعاف تمامًا من هجوم بروسيلوف. شن الجيش السابع والجيش الحادي عشر الهجوم الرئيسي، والذي حقق تقدمًا محدودًا، على الرغم من أن اللواء التشيكوسلوفاكي للجيش الحادي عشر استولى بشكل ملحوظ على بلدة زبوروف من النمساويين. إلى الجنوب، كان الجيش الثامن للجنرال لافر كورنيلوف أكثر نجاحًا، حيث صدّ الجيش النمساوي الثالث وخلق خرقًا على طول الجبهة التي كان عرضها 30 كيلومتر (19 ميل)، مما أدى إلى الاستيلاء على بلدتي كالوش وغاليتش. كما شنت الجبهات الغربية والشمالية والرومانية الروسية هجمات ثانوية لمساعدة الهجوم الرئيسي في مواقع أخرى، لكنها كانت في الغالب غير ناجحة، باستثناء تلك الموجودة في المسرح الروماني.
كان التقدم في الأيام الأولى يرجع إلى حد كبير إلى كتائب الصدمة التطوعية التي جندتها ونظمتها الحكومة المؤقتة في ربيع عام 1917. لكن عددهم كان قليلًا جدًا بحيث لا يمكنهم الصمود في وجه هجوم مضاد من التعزيزات الألمانية، وكان المشاة النظاميون أقل موثوقية. ثم تم دفع القوات الروسية إلى الوراء بعد 19 يوليو، وفقدت جميع الأراضي التي اكتسبتها. واصل الألمان والنمساويون التقدم إلى الأراضي الروسية بما يصل إلى 120 كيلومتر (75 ميل). وبحلول الوقت الذي انتهى فيه الهجوم المضاد الألماني في 5 أغسطس، كانت قوى المركز قد استعادت كل غاليسيا الشرقية تقريبًا. توقف تراجع الجيش الروسي في النهاية، وتمكن كورنيلوف من تثبيت الجبهة بحلول منتصف أغسطس، لكن فشل العملية قضى على الإمكانات الهجومية للجيش الروسي وزاد من الدعم للبلاشفة بين القوات.
كان الهجوم بمثابة كارثة بالنسبة لكيرينسكي والحكومة المؤقتة، مما ساهم في أيام يوليو وقضية كورنيلوف. تم تعيين كورنيلوف، قائد الجيش الثامن الأكثر نجاحًا، قائدًا للجبهة الجنوبية الغربية، ثم القائد الأعلى للجيش بعد أيام قليلة، لأن كيرينسكي كان يأمل أن يتمكن من استعادة الانضباط والنظام بين القوات المنسحبة. كما حصل على دعم من الدوائر المحافظة، وفي سبتمبر قرروا شن انقلاب ضد سوفييت بتروغراد. لكن انقلاب كورنيلوف فشل عندما رفضت قواته القتال، وبدلاً من ذلك عزز الاتجاهات الثورية بين الجنود. كان انهيار شعبية الحكومة المؤقتة نتيجة للهجوم، وخاصة بعد انقلاب كورنيلوف، أمرًا بالغ الأهمية للبلاشفة لزيادة نفوذهم على كل من الجيش وسوفييت بتروغراد قبل ثورة أكتوبر بفترة وجيزة.

## خلفية

### التخطيط الأولي

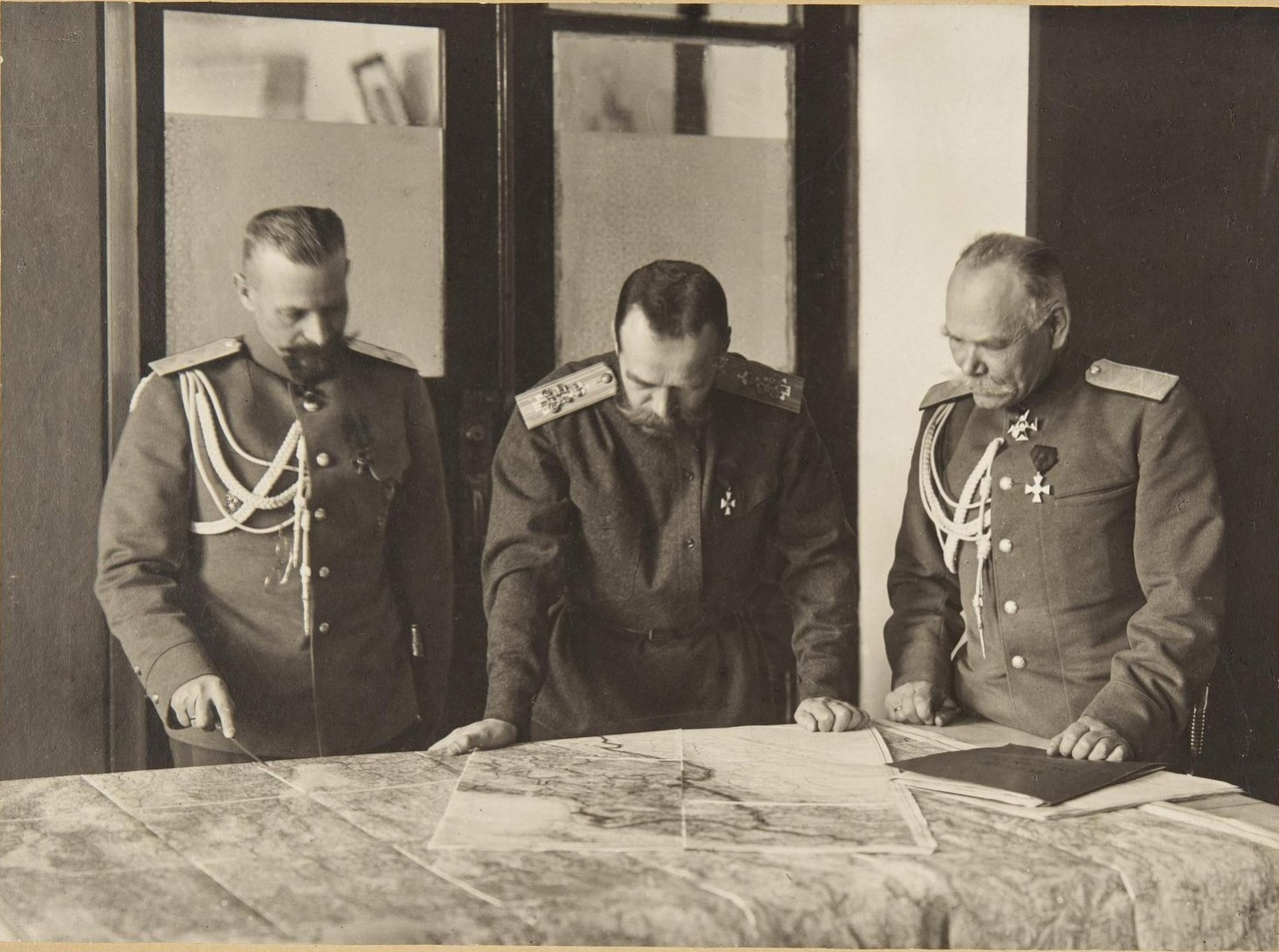
نيكولاس الثاني كقائد أعلى مع رئيس الأركان أليكسييف (يمين)

عقدت القيادتان العليا البريطانية والفرنسية مؤتمرًا في شانتيلي بفرنسا في نوفمبر 1916 لاتخاذ قرار بشأن خطة استراتيجية لجهود حرب الوفاق في عام 1917. اقترحت ستافكا، القيادة العليا الروسية، في البداية عملية محدودة بعد أن تكبدت خسائر فادحة في هجوم شرق بروسيا عام 1914، وهجوم بحيرة ناروش في أوائل عام 1916، وهجوم بروسيلوف في صيف عام 1916. بدأت جميع هذه الهجمات في وقت مبكر بناءً على طلب الحلفاء الغربيين، قبل أن يكون الجيش الإمبراطوري الروسي جاهزًا تمامًا، لتخفيف الضغط على فرنسا في الغرب. ولكن عندما كانت ألمانيا والنمسا والمجر تتقدمان على الجبهة الشرقية في منتصف عام 1915، لم تفعل فرنسا وبريطانيا سوى القليل نسبيًا لمساعدة روسيا، وانتظرتا لأشهر قبل بدء هجومهما الخاص وتوفير إمدادات قليلة جدًا لمعالجة نقص الذخيرة في الجيش الروسي.  لذلك، اقترح الوفد الروسي في المؤتمر هجومًا روسيًا من رومانيا لغزو بلغاريا من الشمال، بالإضافة إلى هجومٍ مُحكم من الجنوب للجيش الأنجلو-فرنسي في اليونان، لإخراج بلغاريا من الحرب. وهذا من شأنه أيضًا أن يزيد النفوذ الروسي في البلقان ويعزل الإمبراطورية العثمانية عن بقية دول المركز.  
رفض الحلفاء الغربيون اقتراح ستافكا، الذين كانوا قد قرروا بالفعل أن روسيا ستشن هجومًا بالتنسيق مع جهودهم في الغرب، والذي تم تحديده في البداية في فبراير 1917.   ولكن في اجتماع ستافكا في 30-31 ديسمبر 1916 والذي ضم الإمبراطور نيكولاس الثاني، الذي تولى منصب القائد الأعلى بنفسه، أخبره الجنرالات أن الجيش الروسي لن يكون مستعدًا للهجوم بحلول التاريخ المطلوب. في 1 فبراير 1917، في مؤتمر مع الوفود الفرنسية والبريطانية والإيطالية في بتروغراد، اتفق القادة العسكريون للوفاق على أن الهجوم في الغرب سيبدأ في أبريل وأن يبدأ الروس بعد شهر تقريبًا، مما يمنحهم المزيد من الوقت.   كما أسفر مؤتمر بتروغراد عن وعد الحلفاء الغربيين بتزويد روسيا بالإمدادات، بما في ذلك المدفعية الثقيلة والطائرات ومعدات السكك الحديدية.  في السادس من فبراير، وافق نيكولاس على اقتراح رئيس أركانه، الجنرال ميخائيل ألكسييف، بأن تُنفذ الجبهة الجنوبية الغربية الهجوم مع التركيز على الاستيلاء على ليمبيرج ومنطقة غاليسيا. وكان خصمهم الرئيسي هناك هو الجيش النمساوي المجري،  الذي لم يتعافَ تمامًا من خسائره في هجوم بروسيلوف في الصيف السابق.  وقد أبرمت ستافكا هذه الخطط قبيل اندلاع ثورة فبراير. 

### ثورة فبراير
تسببت الاحتجاجات وأعمال الشغب التي اندلعت في بتروغراد في مارس 1917 في سلسلة من الأحداث التي أدت إلى تنازل نيكولاس، والمعروفة باسم ثورة فبراير. شهدت روسيا انخفاضًا في إنتاج الحبوب منذ بداية الحرب في عام 1914، مما أدى، إلى جانب مطالب الجيش ومشاكل نظام السكك الحديدية، إلى نقص في بتروغراد ومدن أخرى. وعلاوة على ذلك، أدى عجز الحكومة عن تمويل المجهود الحربي إلى عجز كبير، تم تغطيته جزئيًا بطباعة النقود، وتسبب التضخم الناتج في ارتفاع أسعار المواد الغذائية إلى أكثر من ثلاثة أضعاف بحلول بداية عام 1917. في 8 مارس، بدأت النساء العاملات في المصانع في السير في اليوم العالمي للمرأة للمطالبة بالخبز. وانضم إليهن عمال المصانع الذكور، وبعد ذلك بوقت قصير بدأت الحشود أيضًا في تقديم مطالب سياسية.  وقد أيدت لجان العمال الثورية المسيرات الأولية، التي بدأت في تنظيم المزيد من الاحتجاجات. مع تصاعد وتيرة الاحتجاجات العنيفة، أرسل الإمبراطور برقية يأمر فيها باستخدام القوة لإنهاء الاضطرابات. وبعد تعرض الشرطة للهجوم في 10 مارس، سمح قائد المنطقة العسكرية في بتروغراد، الجنرال سيرجي خاباروف، للجنود بإطلاق النار على مثيري الشغب. وفي اليوم التالي، قتلت القوات أشخاصًا من بين الحشود، لكن عدة وحدات رفضت إطلاق النار على المتظاهرين. وانضم بعضهم إلى الاحتجاجات، وعلى مدار اليومين التاليين، توسعت المظاهرات إلى ما هو أبعد مما يمكن للحكومة السيطرة عليه، وكانوا الآن مسلحين أيضًا بأسلحة من الجنود المتمردين. وبحلول 12 مارس، طغت قوات الشرطة والقوات الموالية المتبقية، واستقال مجلس الوزراء عندما استولت الانتفاضة على بتروغراد. ومن بين الاحتجاجات، ظهرت قوتان سياسيتان جديدتان اجتمعتا في قصر تاوريد: مجلس سوفييت بتروغراد، وهو مجلس للعمال والجنود بقيادة الأحزاب الاشتراكية، وحكومة مؤقتة شكلتها الأحزاب الليبرالية في مجلس الدوما. وتقاسمت هاتان القوتين السلطة السياسية فيما أصبح يُعرف باسم ازدواجية السلطة. 

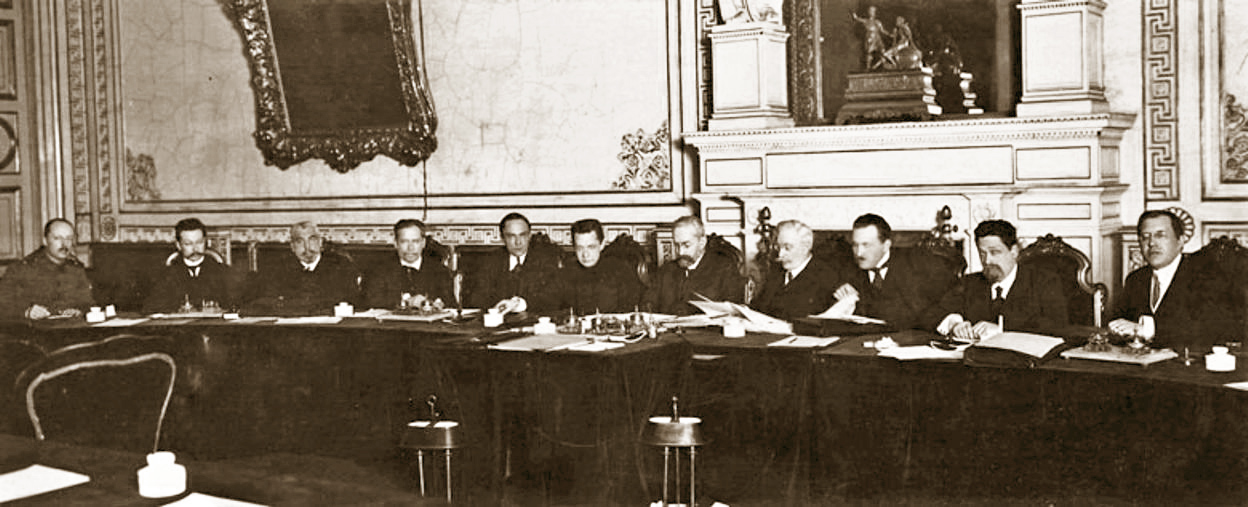
اجتماع الحكومة المؤقتة، مارس 1917

طلب مجلس الدوما من نيكولاس التنازل عن العرش، لكن العامل الأكثر أهمية في اتخاذه لهذا القرار كان رئيس أركانه في ستافكا، الجنرال أليكسييف، الذي كان يحظى بدعم جميع كبار جنرالات الجيش. بمجرد أن أدرك أليكسييف أن الأحزاب الليبرالية في مجلس الدوما ستشكل حكومة مؤيدة للحرب، طلب منه في البداية تشكيل ملكية دستورية مع الثوار الذين يمكنهم التركيز على استعادة الوحدة الوطنية وقيادة روسيا إلى النصر في الحرب. كان الشاغل الرئيسي للجنرالات في ستافكا هو إنهاء الاضطرابات الداخلية حتى تتمكن روسيا من العودة إلى المجهود الحربي. بعد الاجتماع مع ممثلي الحكومة المؤقتة، أقنع الجنرالات نيكولاس بالتنازل عن العرش في 15 مارس 1917، وهو ما طالب به الثوار في بتروغراد.   قبل أن يتنازل عن العرش، وافق الإمبراطور على أن يتولى الأمير غيورغي لفوف قيادة الحكومة المؤقتة، التي كانت تتألف في الغالب من الليبراليين وعدد قليل من الاشتراكيين، على الرغم من أنها لم تكن لديها سيطرة على الحشود الثورية في بتروجراد دون تعاون من السوفييت. 
أراد قادة الحكومة المؤقتة مواصلة الحرب ضد قوى المركز إلى جانب الوفاق، وفي أبريل 1917 أدى هذا إلى أزمة سياسية.  أراد العمال والجنود في بتروغراد إنهاء الحرب، على الرغم من أن سوفييت بتروغراد لم يتطرق إلى الموضوع في البداية وركز على إنهاء النظام الملكي.  لم يكن استمرار الحرب من عدمه أحد الموضوعات الرئيسية في السياسة الروسية خلال أحداث مارس 1917،  ولكن هذا تغير بحلول أبريل، عندما أعلن السوفييت أنه يريد السلام "بدون ضم أو تعويضات"، ولكنه صرح أيضًا أن الثورة لا يمكن أن تتراجع في مواجهة الغزو الأجنبي.  تناول لفوف هذا بإعلان ينص على أن روسيا تخوض الحرب لإرساء السلام وتقرير المصير لجميع الدول. أرادت اللجنة التنفيذية السوفيتية إرسال الإعلان إلى الحلفاء الآخرين، وعندما تم ذلك، أضاف بافيل ميليوكوف، وزير خارجية الحكومة الجديدة، مذكرة خاصة ذكرت أن روسيا لا تزال ترغب في الحصول على القسطنطينية ومضيق البوسفور بعد النصر، كما وعدت دول الوفاق سابقًا. تم الكشف عن هذه المذكرة للعامة في 20 أبريل 1917، وتسببت في احتجاجات كبيرة ضد الحكومة. استغل الفصيل البلشفي الأكثر تطرفًا الأزمة للتحريض على الإطاحة بالحكومة المؤقتة، لكن اللجنة التنفيذية السوفيتية عارضت ذلك وعملت على منع انتفاضة أخرى. أدت أزمة أبريل إلى استقالة العديد من الوزراء واتفاقية ائتلافية بين لفوف والسوفييت، بينما تم تعيين ألكسندر كيرينسكي وزيرًا للحرب.  كان كيرينسكي من بين أولئك الذين أيدوا استمرار الحرب وأرادوا المضي قدمًا في اتفاق روسيا السابق بالهجوم. 

## مقدمة

### ديمقراطية الجيش
في الأسابيع التي تلت تنازل القيصر، بدأ الجيش الروسي يشهد تدهورًا سريعًا في الانضباط والرغبة في مواصلة الحرب. وكان التأثير المباشر لفقدان النظام الملكي وضعف الحكومة المؤقتة هو تقويض سلطة سلك الضباط على القوات المجندة.  في اليوم السابق للتنازل، أصدر سوفييت بتروغراد أمره رقم 1 للقوات، بهدف منع الضباط في بتروغراد من استخدام الحامية ضد الثورة وجعل الضباط يعاملون الجنود باحترام أكبر. ولكن الأمر وصل في النهاية إلى الجنود في الجبهة، وفسره العديد من الجنود على أنه يعني أنهم لم يعودوا مضطرين إلى طاعة ضباطهم ويمكنهم انتخاب قادتهم. في 17 مارس 1917، حاول السوفييت، بالاشتراك مع مجلس الدوما، إصلاح هذا الوضع بإصدار الأمر رقم 2، الذي نص على أنه لا يزال يتعين على الجنود إطاعة الأوامر في الأمور العسكرية، لكنه لم يكن فعالًا في استعادة الانضباط.  على الرغم من أن حوادث العنف بين الجنود والضباط لم تكن شائعة، إلا أن الضباط اعتمدوا الآن على تعاون لجان الجنود المنتخبة.  تم تشكيل اللجان لإدارة العلاقة بين سلك الضباط والقوات المجندة، حيث عملت كسوفييت على مستوى الكتيبة وما فوق، وكانت تميل إلى أن يهيمن عليها البرابورشيكس (ضباط الصف). نظر أعضاء سلك الضباط قبل الحرب، الذين كانوا غالبًا أعضاء في طبقة النبلاء، إلى لجان الجنود بازدراء، بينما تمكن أولئك الذين تمت ترقيتهم إلى رتب ضباط أو تطوعوا أثناء الحرب من التوسط بين هاتين المجموعتين. رفضت ستافكا في البداية التعاون مع اللجان، لكن ضباط الخطوط الأمامية فعلوا ذلك لأنه كان ضروريًا. 
كان فيلق الضباط الروسي نفسه مقسمًا بين ضباط محترفين قبل الحرب ومتطوعين طلابيين وجنود احتياط وعدد كبير من المدنيين المعبأين الذين خضعوا لتدريب متسارع. وشمل ضباط ما قبل الحرب كل من الأرستقراطيين والفلاحين؛ وخريجي فيلق الكشافة ومدارس اليونكر والحرس وضباط الأركان العامة والضباط الصغار في المقاطعات. كان لكل مجموعة وجهات نظرها الخاصة، وأدت ظروف الحرب إلى استبعاد العديد من الضباط أو ترقيتهم. بعد الثورة، أُجبر العديد من قادة الأفواج أو الفرق على التنحي لأنهم اعتُبروا معادين للثورة وغادروا الجبهة من أجل سلامتهم، بينما تعهد أولئك الذين بقوا بالولاء للثورة وعملوا مع لجان الجنود لإنجاز الأمور. كان على الضباط إظهار حماسهم للتغييرات الثورية واستخدام الإقناع لإقناع الجنود باتباع أوامرهم. كان أولئك الذين لديهم خلفية مهنية أو طلابية من الطبقة المتوسطة هم الأكثر تعاطفًا مع الثورة والعمل مع اللجان؛ مالوا إلى دعم وزير الحرب كيرينسكي، وكانوا مؤيدين للحرب ووطنيين، واستعدوا لهجوم يونيو. كان معظم الجنود المجندين من الفلاحين، وكانوا وطنيين لكنهم أرادوا القتال دفاعيًا وإحلال السلام.  ومن بين الضباط المحترفين، كان بعضهم ملكيين (سواء دستوريين أو مطلقي الحكم)، بينما رحّب كثيرون بإقالة نيكولاس ودعموا قادة الحكومة المؤقتة المؤيدين للحرب. 
بعد ثورة فبراير، بدأ الإحباط الذي أثر على حامية بتروغراد ينتشر بين الوحدات خارج العاصمة.  سافر المحرضون السياسيون من خارج الجيش إلى الجبهة لإلقاء الخطب على القوات، والتي تضمنت في بعض الحالات محاولة تحريض الجنود ضد الضباط.  كان البلاشفة من بين أولئك الذين أرسلوا المحرضين، واستخدموا وحدات الاحتياط لنشر صحفهم بين الجيش.  كانت هناك أيضًا تقارير عن جنود روس يتحدثون ويتشاركون الطعام والكحول مع الألمان والنمساويين، الذين انتهزوا الفرصة لنشر الدعاية بينهم بعد أن أصبحوا على دراية بالتطورات الثورية في روسيا. واجهت كل فرقة تقريبًا على خط المواجهة رفضًا من بعض الجنود الذين كانوا في الاحتياط للانتقال إلى الجبهة، على الرغم من أن الغالبية العظمى من هذه المواقف تم حلها عن طريق التفاوض مع لجان الجنود والضباط. كانت هناك بعض المناسبات التي قُتل فيها ضباط على يد قواتهم، وحدثت هذه الحوادث في أغلب الأحيان في وحدات الاحتياط البعيدة عن الجبهة. انخفض الانشقاق عن الخطوط الأمامية بشكل طفيف بعد الثورة، ولكنه أصبح أكثر شيوعًا بين الصفوف الخلفية ووحدات الاحتياط. ويرجع ذلك جزئيًا إلى أن الضباط والجنود ذوي الخبرة المشتركة في الجبهة كانوا ينسجمون بشكل أفضل، بينما كانت الروابط بين أفراد وحدات التدريب أو الاحتياط أقل. 

### تحضير

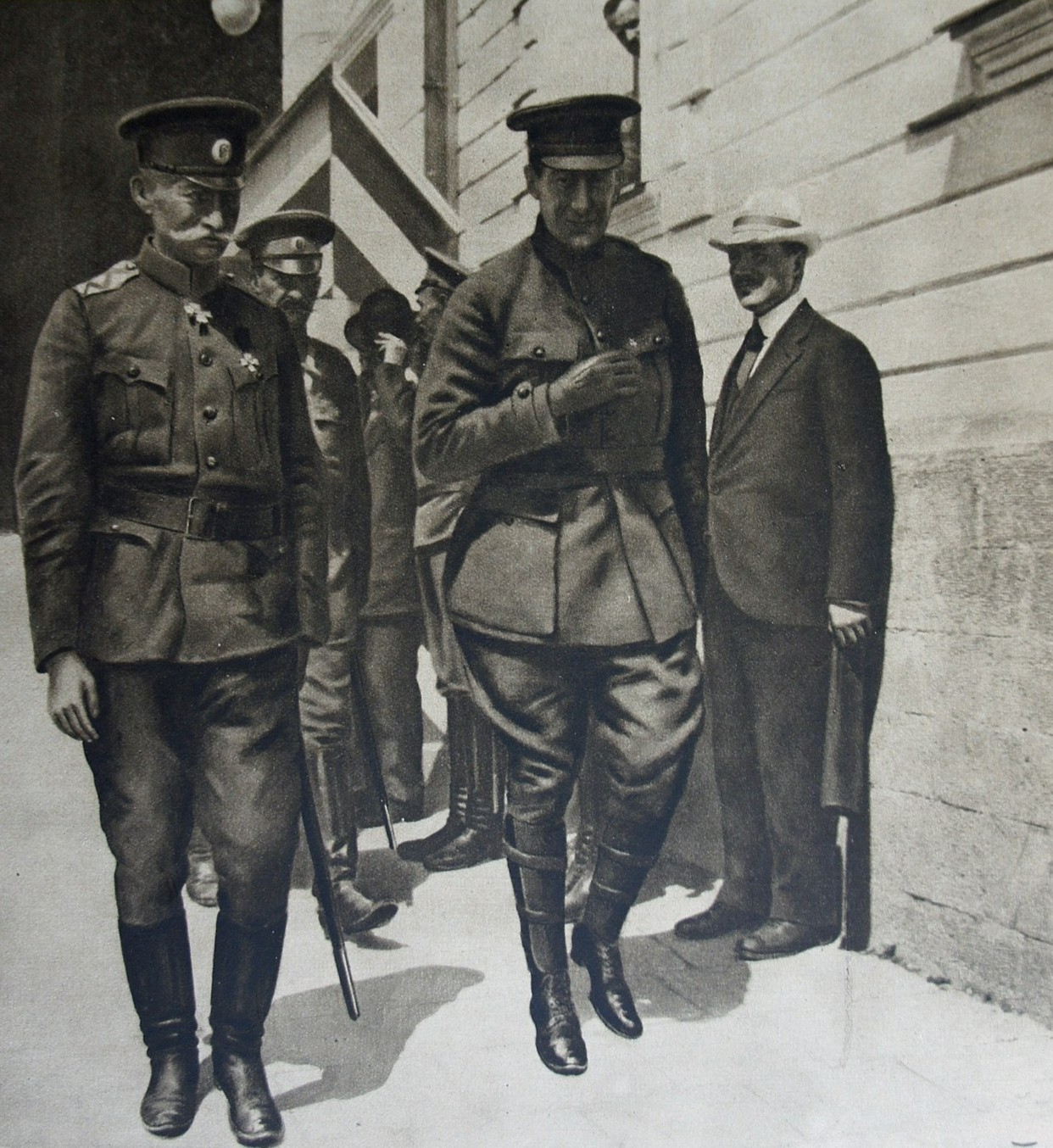
الجنرال بروسيلوف مع وزير الحرب كيرينسكي

كان كيرينسكي، وكذلك ستافكا ووزارة الحرب، مصممين على مواصلة الهجوم المخطط له في غاليسيا. بالإضافة إلى التزاماتهم تجاه الوفاق، فقد اعتقدوا أيضًا أنه يمكن أن يعيد الوحدة الوطنية والانضباط العسكري.   وعلى الرغم من خسائره السابقة، كان الجيش الروسي لا يزال قوة فعالة في بداية عام 1917. وقد قدرت ستافكا في أبريل أن الجيش لديه 7,060,700 جندي، وهو أكبر جيش نشرته روسيا على الإطلاق حتى تلك النقطة. وكان يجري تدريب البدلاء لخسائر السنوات السابقة وتم حل العديد من نقص الإمدادات، ويرجع ذلك جزئيًا إلى شحن المزيد من مساعدات الحلفاء إلى ميناء أرخانجيلسك.   ومع ذلك، فإن التطورات السياسية للثورة وإنشاء لجان الجنود قوضت خططهم للهجوم. 
أخبر أليكسييف، الذي أصبح القائد الأعلى للجيش بعد الثورة، نظيره الفرنسي روبرت نيفيل في مارس أن الهجوم يجب أن يؤجل حتى يونيو، بسبب انخفاض الروح المعنوية، والمشكلات اللوجستية، والمشاكل الناجمة عن سوء الأحوال الجوية.  كما أخبر ألكسندر جوتشكوف، الذي كان وزيرًا للحرب لفترة وجيزة قبل أن يحل كيرينسكي محله، أليكسييف أن سوفييت بتروغراد كان لديه السلطة الحقيقية وأن الحكومة المؤقتة موجودة طالما سمح السوفييت بذلك. لذلك، رتب أليكسييف للممثلين الفرنسيين والبلجيكيين في ستافكا زيارات للاشتراكيين في حكومتيهما للحصول على دعم السوفييت لاستمرار الحرب.  انقسم السوفييت بشأن هذه القضية، وتجنب وضع سياسة واضحة بشأن الحرب حتى وقوع الهجوم. 
نحو نهاية مارس 1917، أُمر قادة المجموعات العسكرية الرئيسية الثلاث في روسيا بتقديم تقرير عن الوضع في وحداتهم. أجاب الجنرالان نيكولاي روزسكي من الجبهة الشمالية وفلاديمير سميرنوف من الجبهة الغربية بأن قواتهما ليست في حالة تسمح لها بالهجوم، بينما كان الجنرال أليكسي بروسيلوف على الجبهة الجنوبية الغربية هو الوحيد المتفائل وقال إن جيوشه مستعدة للهجوم.  في 3 يونيو، أبلغ أليكسييف جميع قادة الجبهة أنه سيتم شن هجوم حوالي 20 يونيو، بهجوم ثانوي من قبل جيشين من الجبهة الشمالية في اتجاه فيلنيوس، ولكن التركيز الرئيسي سيكون على غاليسيا في الجنوب الغربي. 
في مايو 1917، قام كيرينسكي بجولة على خطوط المواجهة لإلقاء خطابات وطنية على الجنود، وخلال الجولة أمضى وقتًا طويلًا مع بروسيلوف. كان الاثنان على وفاق تام واتفقا على العديد من القضايا التي كانت تواجه روسيا في ذلك الوقت. كما لاقى ترحيبًا حارًا من الجنود، وساهمت خطابات كيرينسكي في إثارة الحماس للهجوم. في الوقت نفسه، كان أليكسييف ينتقد كيرينسكي وسياسات الحكومة المؤقتة. في 4 يونيو 1917، أُعفي من القيادة وحل محله بروسيلوف قائدًا للجيش.  أعقب استبدال أليكسييف تعيين كيرينسكي لجنرالات آخرين في مناصب قيادية، واستبدل أولئك الذين اعتُبروا "معادين للثورة" بجنرالات "ديمقراطيين" كانوا على استعداد للتعاون مع لجان الجنود. تولى أليكسي غوتور منصب بروسيلوف على رأس الجبهة الجنوبية الغربية، بينما تم تعيين إيفان إرديلي لقيادة الجيش الحادي عشر ولافر كورنيلوف لقيادة الجيش الثامن. 
نجحت جولة كيرينسكي الخطابية، إلى جانب عمل الضباط المتعاونين مع لجان الجنود، في كسب تأييد عدد كافٍ من وحدات المشاة اللازمة للهجوم. كان انعدام الانضباط أكثر شيوعًا بين المشاة، بينما كان سلاح الفرسان والمدفعية غالبًا على استعداد لقمع تمردات المشاة. بشكل عام، بينما كان جنود المشاة أكثر انقسامًا، كانت الحكومة المؤقتة لا تزال تتمتع بدعم كبير بين سلاح الفرسان والمدفعية، والقوزاق، وطلاب الضباط، ومتطوعي وحدات المشاة الجديدة التي تُسمى " كتائب الموت " أو كتائب الصدمة.   كان من بين الإجراءات التي اتخذها بروسيلوف والحكومة المؤقتة في ربيع عام 1917 لمعالجة مشاكل الانضباط إنشاء "كتائب ثورية من المتطوعين لتدريب مجموعات الصدمة". استنادًا إلى مفارز الصدمة التي شكلها بروسيلوف في عام 1916 للتسلل والاستطلاع، تم توسيعها من قبله ومن قبل كورنيلوف في أوائل عام 1917، والتي وافق عليها كيرينسكي في النهاية.   أرسل بروسيلوف المجندين إلى أماكن بعيدة مثل بتروجراد وموسكو للعثور على متطوعين.  تم تجنيد هذه الوحدات من أفضل الجنود والضباط في أفواج المشاة النظامية، وكذلك من المتطوعين المدنيين.   ولكن هذا جعل المشاة النظامية أقل موثوقية أيضًا.  بين مارس ونوفمبر 1917 كان هناك 600,000 متطوع لكتائب الصدمة.  وشملت هذه كتيبة نسائية، والتي كانت الحكومة المؤقتة تأمل أيضًا في استخدامها لإذلال المشاة الذين لم يرغبوا في القتال. 

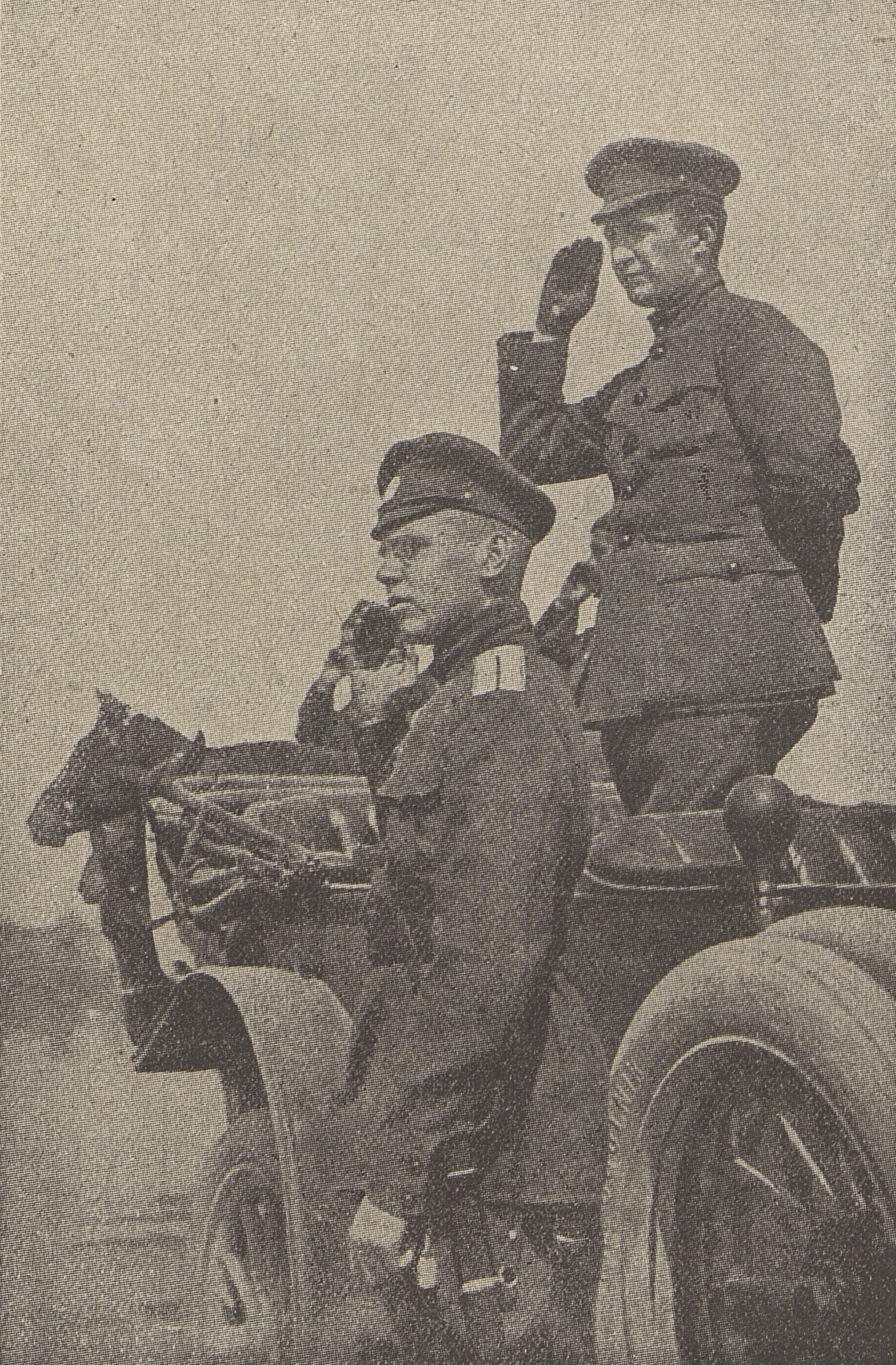
كيرينسكي يتجول في الخطوط الأمامية

لكن في أوائل مايو 1917، أخبر بروسيلوف أليكسييف أن الوضع على الجبهة الجنوبية الغربية قد تغير عن تقريره السابق، وأن المشاكل اللوجستية ستجعل الهجوم صعبًا. وفي وقت لاحق من ذلك الشهر، وفي مؤتمر ستافكا، توصل جميع قادة الجبهة إلى استنتاج مفاده أن الهجوم ضروري لمساعدة الحلفاء الغربيين، على الرغم من جميع مشاكل الجيش. ضغطت فرنسا وبريطانيا وإيطاليا على الحكومة المؤقتة لاتخاذ إجراء هجومي، ووفقًا لوزير الخارجية ميخائيل تيريشنكو ، فقد هددوا بوقف القروض التي تحتاجها روسيا لتجنب الإفلاس إذا لم يكن هناك هجوم روسي. كما اعتقد كيرينسكي أن النجاح العسكري الروسي سيقنع الحلفاء الآخرين بالسعي إلى السلام وفقًا للشروط الواردة في إعلان حكومته السابق الذي يدعو إلى تقرير المصير لجميع الدول. لذلك رأى العمل العسكري الروسي امتدادًا لدبلوماسيته لإنهاء الحرب بشروط أعيد التفاوض عليها. كان هناك أيضًا اعتقاد في الحكومة المؤقتة بأنه إذا ظل الجيش خاملاً، فمن المرجح أن يتفكك، وأن ذلك أعطاهم ذريعة لإرسال حامية بتروغراد المتمردة إلى خط المواجهة.  أرسلت الولايات المتحدة وفدًا إلى روسيا بقيادة إيليهو روت، الذي أخبر تيريشنكو أنه يجب تأجيل الهجوم لإعطاء روسيا وقتًا للتعافي من الاضطرابات السياسية، وأن كون روسيا في حالة حرب اسميًا مع ألمانيا كان بمثابة مساعدة كافية للحلفاء، مما أبقى الفرق الألمانية على الجبهة الشرقية. لكن الدول الأخرى كان لها نفوذ أكبر في روسيا من الولايات المتحدة، ووصل الوفد عندما تم اتخاذ القرار بالفعل. 
في يونيو، بذل كيرينسكي جهدًا لزيادة الدعم السياسي للهجوم. ولإضفاء طابع ديمقراطي على الجيش كما أراد السوفييت، أصدر إعلان حقوق الجنود، الذي نص على إمكانية انضمام الجنود إلى المنظمات السياسية والتعبير عن آرائهم بحرية. لكن هذا يعني أن الضباط مُنعوا من وقف التحريض السياسي الذي نشر المشاعر المناهضة للحرب بين القوات. حصل كيرينسكي على دعم سوفييت بتروغراد، كما صوّت المؤتمر الأول لعموم روسيا لنواب العمال والجنود، الذي انعقد في النصف الثاني من ذلك الشهر، لصالح قرار سمح له بشن الهجوم. أصدر المؤتمر قرارًا غامض الصياغة في 25 يونيو 1917 ينص على أن الجيش يجب أن يكون قادرًا على العمليات الدفاعية والهجومية على حد سواء، وهو ما فُسّر على أنه موافقة. أصدر كيرينسكي الأمر إلى الستافكا ببدء الهجوم، وفقًا لخطة أليكسييف التي أعدها لنيكولاس. اتضح موقف المؤتمر عندما دعت صحيفة إزفستيا، الصادرة عن مجلس بتروجراد السوفيتي، الجنود إلى شنّ هجوم على القوى المركزية لمنع تفكك الجيش، ووضع روسيا في موقف تفاوضي أفضل لإنهاء الحرب، والدفاع عن أراضي البلاد. صوّت البلاشفة ضدّ القرار خلال المؤتمر، إلى جانب بعض النواب اليساريين المتطرفين من المناشفة والثوريين الاشتراكيين، واصفين إياه بأنه جزء من "حرب إمبريالية".  
كان الألمان على دراية تامة بخطة الهجوم الروسية، من خلال مزيج من تقارير المنشقين والاستطلاع الجوي، وبعد هزيمة الهجوم الفرنسي في الغرب، أرسلت القيادة العليا للجيش ست فرق من هناك إلى الجبهة الشرقية. كان قائد الإمداد الألماني إريك لودندورف ينوي ليس فقط وقف الهجوم الروسي، ولكن أيضًا شن هجوم مضاد على الأراضي الروسية.   دعت خطة القيادة إلى الاستيلاء على خط تارنوبول - تشيرنوفيتز، ونقلت ألمانيا ست أو سبع فرق مشاة، وفرقة سلاح فرسان واحدة، وفوجين مدفعية من الجبهة الغربية لتنفيذ الهجوم المضاد. 

## ترتيب المعركة

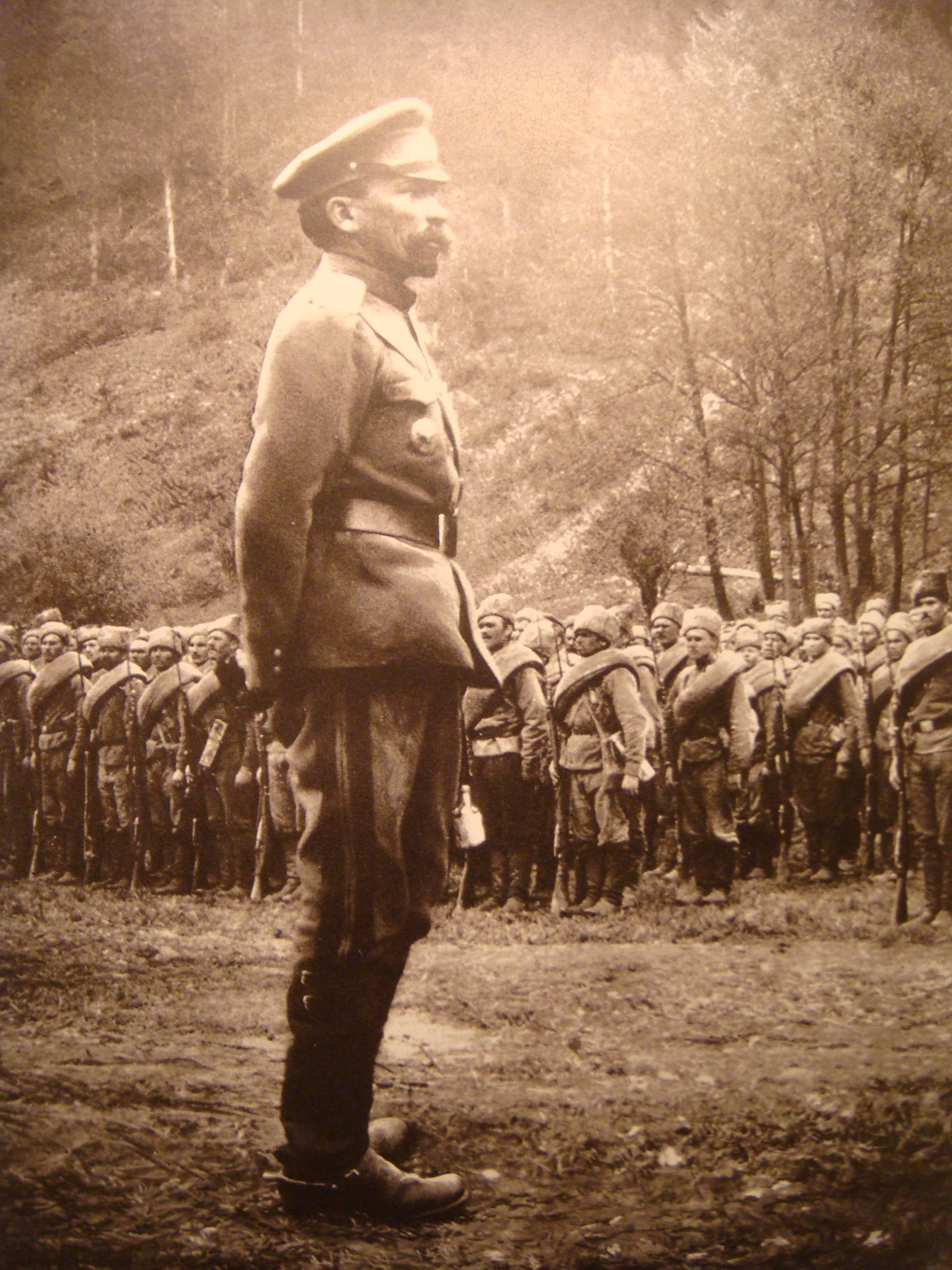
لافر كورنيلوف مع قواته في عام 1917

### الروس
الجيوش من الشمال إلى الجنوب:   
- الجبهة الجنوبية الغربية (الجنرال أليكسي غوتور)
  - الجيش الحادي عشر (الجنرال إيفان إرديلي)
    - الفيلق السابع عشر
    - الفيلق التاسع والأربعون
    - الفيلق السادس
    - الفيلق الأول

  - الجيش السابع (الجنرال ليونيد بيلكوفيتش)
    - الفيلق الحادي والأربعون
    - فيلق الجيش السيبيري السابع
    - فيلق الجيش الرابع والثلاثون
    - فيلق الجيش الفنلندي الثاني والعشرون
    - فيلق الحرس الثاني
    - فيلق الفرسان الثاني
    - فيلق الفرسان الخامس

  - الجيش الثامن (الجنرال لافر كورنيلوف)
    - فيلق الجيش الثاني عشر
    - فيلق الجيش الرابع عشر

وكان الجيش الخاص أيضًا جزءًا من الجبهة الجنوبية الغربية، لكنه لم يشارك في الهجوم. 

### قوى المركز
الجيوش من الشمال إلى الجنوب:  
- مجموعة جيوش بوم-إرمولي (العقيد الجنرال إدوارد فون بوم-إرمولي)
  - الجيش الثاني (العقيد الجنرال إدوارد فون بوم-إرمولي)
    - الفيلق الحادي عشر
    - الفيلق الخامس
    - الفيلق الثامن عشر
- الجيش الجنوبي (الجنرال فيليكس غراف فون بوتمر)
  -     - فيلق الاحتياط السابع عشر (الألماني)
    - فيلق الاحتياط الخامس والعشرون (الألماني)
    - الفيلق الخامس عشر (العثماني)
    - الفيلق الخامس والعشرون (النمساوي)

  - الجيش الثالث (الجنرال كارل تيرسزتيانسكي فون ناداس؛ فيما بعد الجنرال كارل كريتيك)
    - الفيلق الثالث عشر
    - الفيلق السادس والعشرون

## هجوم

### التقدم الأولي

خريطة الهجوم والهجوم المضاد لقوى المركز

بدأ القصف المدفعي الأولي في 29 يونيو 1917، عندما وصل كيرينسكي إلى تارنوبول وأمر رسميًا بالهجوم.  كان الهدف الروسي هو الاستيلاء على مدينة ليمبرغ (لفوف) أثناء التقدم من اتجاهين: الجيش الحادي عشر من الشمال، بهدف الاستيلاء على زولوتشيف قبل التقدم جنوبًا نحو ليمبرغ، والجيش السابع من الجنوب، للاستيلاء على تقاطع سكة حديد بيريزاني قبل الاستمرار شمالًا إلى الهدف الرئيسي. إلى الجنوب كان هذا المسرح، حيث كُلف الجيش الثامن بهجوم داعم على بلدتي كالوش وغاليتش والسكك الحديدية في تلك المنطقة.  كان الجيش النمساوي الثاني في الجهة المقابلة للجيش الحادي عشر، وكان الجيش الجنوبي بقيادة ألمانيا في الجهة المقابلة للجيش السابع، والذي ضم الفرق الألمانية والنمساوية والعثمانية. واجه الجيش الثامن الجيش النمساوي الثالث. 
في 1 يوليو، بدأ الجيشان السابع والحادي عشر هجومهما. اخترقت كتائب الصدمة التابعة لهما الدفاعات لعدة أميال على طول قطاع زبوروف-بيريزاني، وبحلول الثاني من يوليو، كانت قد سيطرت على عدة خطوط خنادق. صدّ الجيش الحادي عشر الجيش النمساوي الثاني، وتقدم بمتوسط 2 ميل (3.2 كـم) إلى أراضيهم على طول الجبهة، لكن الجيش السابع أبعد إلى الجنوب كان تقدمه أبطأ بكثير، حيث واجه في المقام الأول القوات الألمانية للجيش الجنوبي. أسر الهجوم الروسي في اليوم الأول أكثر من 18,000 رجل.   بعد اليومين الأولين من القتال، تكبد الجيش السابع حوالي 15,000 إصابة وألحق حوالي 12,500 قتيل بالقوة الألمانية النمساوية العثمانية المعارضة، التي تحدتهم للسيطرة على مرتفعات وادي نهر زولوتا ليبا. وبحلول مساء اليوم الثاني، لم تعد قوات الجيش السابع على استعداد للهجوم.  توقف تقدم الجيش السابع بعد 2 يوليو وأُمر بتغطية جناح الجيش الحادي عشر ببساطة. 
حقق الجيش الحادي عشر نجاحًا أوليًا أكبر، حيث استولى على أهدافه، وكذلك فعلت وحدات المتطوعين التشيكية. تقلصت القوة النمساوية المجرية المعارضة وتكبدت خسائر فادحة  وتخلى الكثير منهم عن مواقعهم أثناء الهجوم الروسي. أسر الجيش الحادي عشر عددًا كبيرًا من الجنود، واستُخدمت قوات الاحتياط الألمانية المخصصة لشن هجوم مضاد ضد الروس لوقف الاختراق في الخط النمساوي المجري.  اشتهرت معركة زبوروف في قطاع الجيش الحادي عشر بتقدم الألوية التشيكوسلوفاكية ضد فرقة المشاة التاسعة عشرة النمساوية، والتي كانت تتكون في الغالب من التشيك العرقيين. تسبب الهجوم التشيكوسلوفاكي الناجح في انسحاب الفرقة من المدينة، وهدد، إلى جانب المساعدة الروسية، بحدوث اختراق في هذا الجزء من الجبهة قبل استخدام التعزيزات لتعزيز تلك المنطقة. على الرغم من أنها كانت معركة صغيرة، إلا أنها أصبحت معروفة جيدًا في التاريخ التشيكي والسلوفاكي، كجزء من نضالهم من أجل الاستقلال عن ملكية هابسبورغ. 
بعد أول يومين، ضعفت قوات الصدمة التي تم اختيارها لقيادة الهجوم، ولم يكن المشاة النظاميون موثوقين. كان هناك توقف في القتال الرئيسي لمدة ثلاثة أيام، لكنه استؤنف في 6 يوليو بالقرب من كونيوخي ، على الرغم من أن التعزيزات الألمانية وصلت إلى المنطقة بحلول هذا الوقت. كانت هناك خسائر فادحة للجيش الحادي عشر، وتوقف تقدمه. بعد التقدم الأولي، اعتقد العديد من الجنود أنهم قاموا بعملهم ولم يرغبوا في الاستمرار.  شن احتياطي الجيش الحادي عشر، فيلق الحرس الأول، الهجوم، بقيادة أفواج موسكوفسكي وإيجرسكي وفنلنسكي بينما دعمتهم أفواج بريوبرازينسكي وسيمينوفسكي وبافلوفسكي. لم يحدث وابل المدفعية أمام هجومهم أبدًا، مما ترك تحصينات المدافعين سليمة، وتم دفع وحدات الحرس بسرعة إلى الوراء بخسائر فادحة. انتشر الإحباط بين الحراس، وتسبب أمر قائد الفيلق فلاديمير ماي-مايفسكي باعتقال المحرضين البلاشفة في حالة من الفوضى في وحداتهم. كما نشرت التعزيزات التي وصلت من بتروغراد الدعاية البلشفية بين الجنود.   شهد قتال 6 يوليو نهاية هجوم الجيش الحادي عشر، وعند هذه النقطة بقيت قواته في المواقع التي احتلتها،  أي تقدمًا لمسافة خمسة كيلومترات.  أما الوحدات الأخرى في المؤخرة التي كانت أقل حماسًا للهجوم، فقد تم الاحتفاظ بها في الاحتياط ولم تكن راغبة في مساعدة وحدات الخط الأمامي. 

### هجوم كورنيلوف

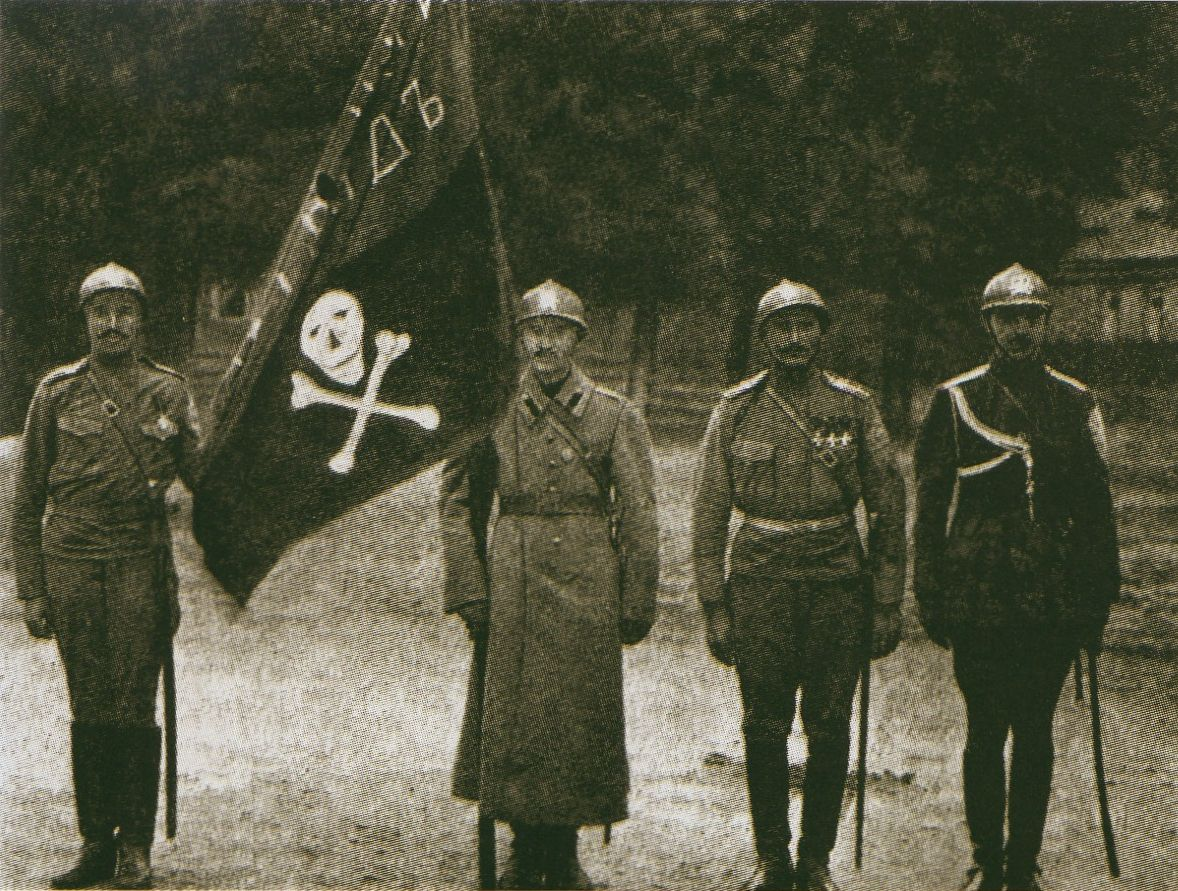
أعضاء كتيبة الصدمة من وحدة كورنيلوف

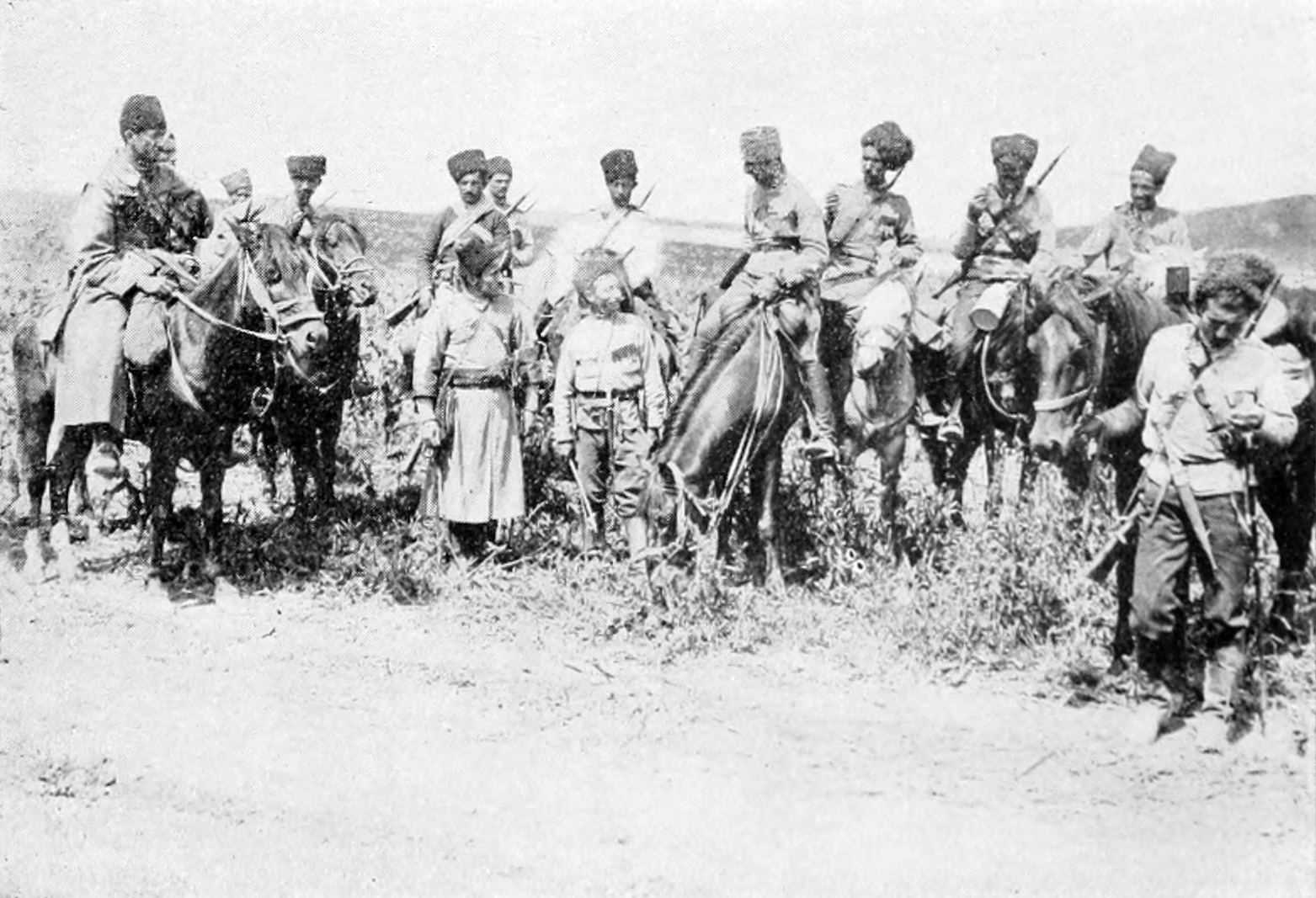
وحدة استطلاع تابعة لفرقة سلاح الفرسان القوقازي

كان من المفترض أن يكون للجيش الروسي الثامن بقيادة كورنيلوف دور ثانوي في الهجوم الرئيسي، ولكن بعد فشل الجيشين السابع والحادي عشر، شنّ هجومًا واخترق الخطوط النمساوية ليحتل عدة بلدات، وهو ما احتفت به الصحافة الروسية. وصل هجوم كورنيلوف إلى مسافة ثلاثين كيلومترًا، وواجهت قواته مشاكل أقل نسبيًا فيما يتعلق بعدم الانضباط، ويعود ذلك جزئيًا إلى تشكيله لجانًا من المحرضين الذين أقنعوا الوحدات بالهجوم. 
في الوقت الذي تباطأ فيه الهجوم في الشمال، في 6 يوليو، بدأ الجيش الثامن بقصف المواقع النمساوية في قطاعهم بالقرب من ستانيسلاو. كان للروس ميزة جغرافية، حيث كانت مواقعهم أعلى من النمساويين، الذين لم يكملوا دفاعاتهم في هذه المنطقة أيضًا. ثم شن الجيش الثامن هجومه الخاص ضد الجيش النمساوي الثالث، بقيادة كارل تيرسزتيانسزكي فون ناداس ، لكنه فشل في الاختراق في 7 يوليو. لم يحقق هجوم المشاة الأولي في عدة مواقع تقدمًا كبيرًا، لكن يومين من قصف المدفعية أضعف الدفاعات النمساوية، وأدى هجوم متجدد إلى الاستيلاء على ستانيسلاو في 8 يوليو. لم يكن ناداس أو غيره من كبار الضباط قد أعدوا الدفاعات وراء المدينة، على طول الطريق من ستانيسلاو إلى الهدف الروسي في كالوش. انهارت المواقع النمساوية هنا وتقدمت قوات كورنيلوف 6 ميل (9.7 كـم) باتجاه كالوش. لم يقتصر نجاح كورنيلوف على الاستيلاء على الأراضي، إذ اضطرت القيادة العليا الألمانية إلى تأجيل خططها لهجومها المضاد في قطاع الجيش الجنوبي شمالًا. وبدلًا من ذلك، حُوِّلت الفرق التي كانت تنوي استخدامها لهذا الغرض لدعم الجيش النمساوي الثالث. توقف القتال في 10 يوليو عندما جلب الروس المزيد من الذخيرة والمدفعية إلى مواقعهم الجديدة، لكن كارل كريتيك أعفى ناداس من القيادة.   
طلب بروسيلوف، قائد الجبهة، من كورنيلوف تقديم المساعدة للجيشين السابع والحادي عشر، لكنه كان يركز على الاستيلاء على ليمبرغ (لفوف). طلب كورنيلوف أيضًا تعزيزات، لكنه تلقى وحدات من الجيش السابع كانت قد شهدت اضطرابات بلشفية ولم تكن راغبة في القتال. عندما حاول بعض هؤلاء الجنود الانسحاب من المعركة، أمر كورنيلوف وحدة من الرشاشات والمدفعية بإيقافهم بإطلاق النار عليهم. 
استؤنف تقدم الجيش الثامن في أواخر يوم 10 يوليو، واستولوا على غاليتش، رأس جسر على نهر دنيستر، وفي اليوم التالي كالوش، مقر الجيش الثالث. تقدم رجال كورنيلوف 15–20 ميل (24–32 كـم) وأسر 10,000 جندي.   ومع ذلك، توقف التقدم الروسي، بما في ذلك التعزيزات الألمانية لتقوية النمساويين والمشاكل الناجمة عن سوء الأحوال الجوية في منطقة نهر لومنيتسا التي دمرت الجسور التي بنوها. وقد مثل هذا نهاية تقدم الجيش الثامن، الذي كان الأكثر نجاحًا، وفي 20 يوليو، تم تعيين كورنيلوف، الذي يُنسب إليه النجاح، قائدًا للجبهة الجنوبية الغربية بدلاً من الجنرال أليكسي جوتور. وقد طلب بوريس سافينكوف، مفوض الحكومة المؤقتة للجبهة الجنوبية الغربية، ترقيته إلى كيرينسكي، الذي كان يعتقد أن كورنيلوف يمكنه استعادة قوة الجيش وإنقاذ روسيا. وافق كيرينسكي على هذا الطلب، وقبله القائد الأعلى، بروسيلوف. 

### الهجوم المضاد الألماني

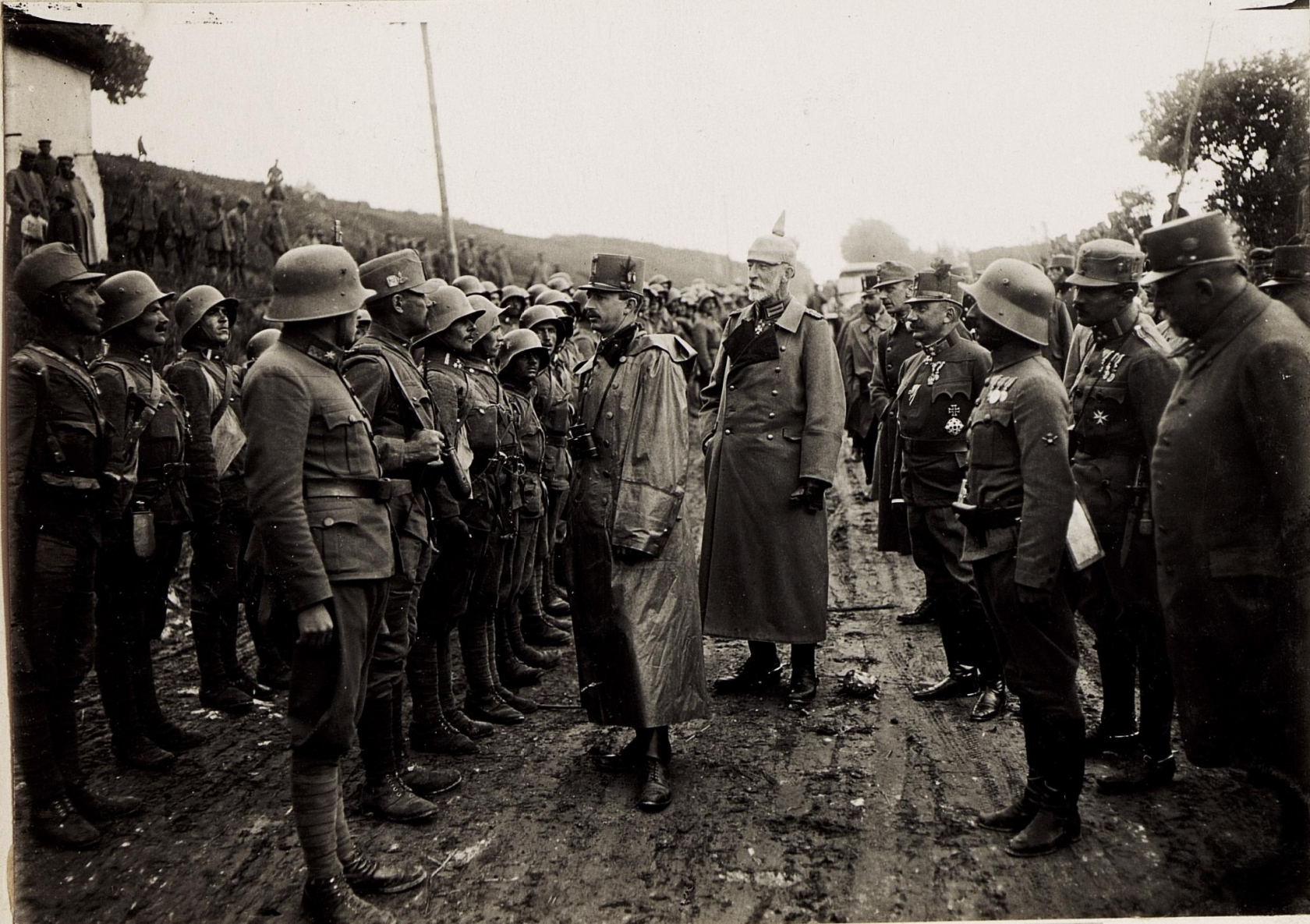
الإمبراطور النمساوي تشارلز الأول يتحدث إلى القوات أثناء الهجوم المضاد، مع فيليكس جراف فون بوتمر (على يمين الإمبراطور)

شنّ الألمان هجومهم المضاد على الجبهة الجنوبية الغربية في 19 يوليو. وقع الهجوم الأولي على الجيش الحادي عشر، الذي بدأ بالتراجع رغم تفوقه العددي على القوة الألمانية. تكبدت الوحدات الأكثر موثوقية معظم الخسائر، بينما لم تكن الوحدات المتبقية راغبة في القتال. وبحلول نهاية 21 يوليو، كان الجيش الحادي عشر قد تخلى عن مواقعه، وفي 22 يوليو، تعرض الجيش السابع أيضًا لهجوم مضاد ألماني. كان الجيشان الروسيان السابع والحادي عشر في حالة تراجع كامل، مما تحول إلى هزيمة نكراء، بينما جاءت المقاومة المتبقية للألمان من الضباط وضباط الصف. وبحلول 23 يوليو، اضطر الجيش الثامن إلى الانسحاب لانكشاف جناحه.  
وعلى الرغم من ذلك، لم يتم تطويق أو تدمير فرقة روسية واحدة، وعاد العديد من الفارين في مؤخرة خط المواجهة إلى وحداتهم أو تم القبض عليهم. واستنفدت القوات الألمانية والنمساوية كميات كبيرة من الذخيرة وأجهدت قواتها. وفي بعض المناطق، مثل على طول نهر زبروخ، بدأت القوات الروسية في إظهار مقاومة أقوى حيث كانوا يقاتلون الآن داخل الأراضي الروسية.  ومن بين وحدات الحرس، أبدت أفواج بريوبرازينسكي وسيمينوفسكي مقاومة ملحوظة أثناء الانسحاب الروسي.  وبعد مواجهة مقاومة روسية محدودة فقط، استولت القوات النمساوية الألمانية على مدينة تارنوبول في 25 يوليو حيث انسحب الجيش السابع وأجزاء من الجيش الحادي عشر إلى الجانب الآخر من نهر زبروخ. وشُن هجوم روسي في 31 يوليو ضد النمساويين المجريين ولكن تم صده. وسقط تشيرنوفيتس، الهدف الألماني الآخر، في 3 أغسطس. انتهى القتال إلى حد كبير بعد 5 أغسطس 1917.  اعترفت الحكومة المؤقتة الروسية بالوحدات الموالية التي ميزت نفسها أثناء الهجوم المضاد، بما في ذلك فوجي الحرس بريوبرازينسكي وسيمينوفسكي، وفوج أولان البولندي، وفرقة المشاة 194. 
بحلول الوقت الذي انتهى فيه الهجوم المضاد الألماني، كان الجيش الروسي قد تراجع إلى الحدود النمساوية الروسية الأصلية، بعد أن تراجع بمقدار 120 كيلومتر (75 ميل).   واستعادت القوات النمساوية الألمانية معظم المقاطعات النمساوية غاليسيا وبوكوفينا. 

### دعم العمليات في الشمال
في أجزاء أخرى من الجبهة الروسية، كان أداء الهجمات الداعمة التي شنتها مجموعات الجيش الأخرى أسوأ. بدأت الجبهة الغربية، بقيادة أنطون دينيكين، الهجوم في 20 يوليو بالجيش العاشر الذي هاجم باتجاه سمورجون وكريفو، لكن التعزيزات الألمانية أوقفتهم، ورفضت العديد من الوحدات الأكبر القتال أو بدأت في التفكك. من بين جميع القوات خلال هجوم كيرينسكي، حقق الجيش العاشر أقل نجاح. كان العديد من جنوده محبطين، على الرغم من عدم وجود تحريض بلشفي واسع النطاق هناك.  
هاجمت الجبهة الشمالية باتجاه فيلنيوس  في 21 يوليو بالجيش الخامس، ولكن اثنتين فقط من فرقها الستة كانتا على استعداد للهجوم، بينما رفض الجيش الثاني عشر التقدم على الإطلاق.  تمكنت فرقتان من الجيش الخامس، هما الفرقة 18 والفرقة 70، من الاستيلاء على بعض الخنادق الألمانية أمامهما، وذلك بشكل أساسي باستخدام الضباط وكتائب الصدمة ووحدات موالية أخرى، ولكن تم إلغاء الهجوم لأن الجزء الأكبر من القوات بقي في خنادقه الخاصة ولم يكن راغبا في تقديم الدعم. اندلعت أيضًا تمردات، وبعد التقدم الفاشل واجه الجيش الخامس مهمة استعادة النظام. 

### الحملة الرومانية

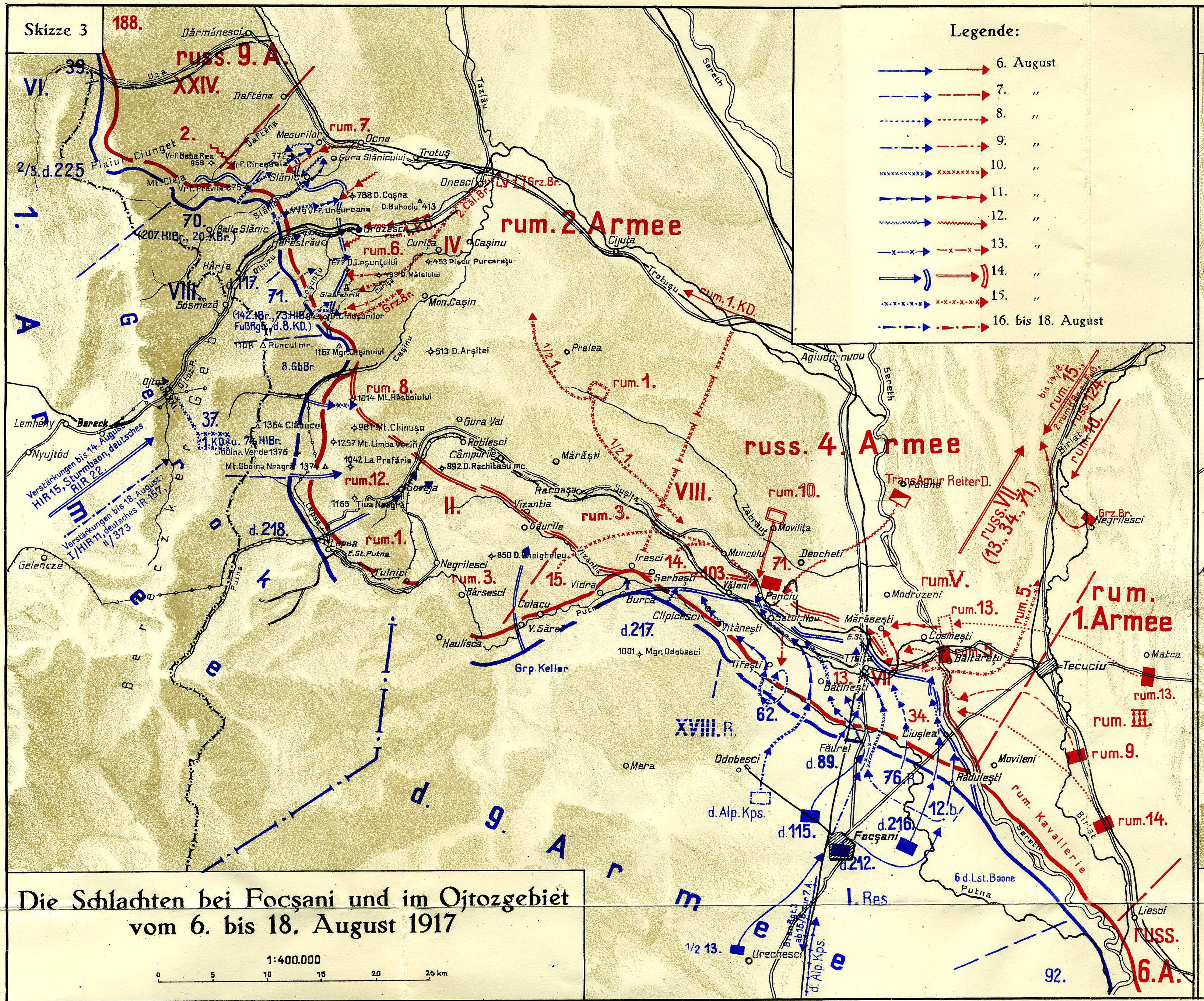
خريطة القوات المتحاربة، أغسطس 1917

خططت ستافكا في الأصل لحليفة روسيا رومانيا أن يكون لها مساهمة صغيرة في الهجوم الرئيسي، حيث اعتبرت الرومانيين عبئًا، لكن القيادة الرومانية كانت عازمة على تحرير وطنها واقترحت عملية أكبر بكثير، والتي تمت الموافقة عليها في أواخر مارس 1917 من قبل حكومة روسية جديدة واجهت انخفاضًا سريعًا في الانضباط بين قواتها.  كان الجيش الروماني في طور إعادة البناء بعد انهيار رومانيا تقريبًا في العام السابق،  لذلك خططت ستافكا لهم وجيوش الجبهة الرومانية الروسية ليكونوا آخر من يبدأ تقدمهم. 
كُلِّف الجيش الروماني الأول بالهجوم الرئيسي على رأس جسر الجيش التاسع الألماني على نهر سيريت في نامولواسا، بينما شنَّ الجيش الروماني الثاني هجومًا ثانويًا على الجيش النمساوي المجري الأول في وادي بوتنا العلوي. كان للجيوش الروسية الثلاثة (الرابع والسادس والتاسع) دورٌ داعم للرومانيين. كانت الروح المعنوية الرومانية مرتفعة، لكنها كانت أقل بكثير بالنسبة للوحدات الروسية. وبسبب ذلك، وهزيمة الهجوم الرئيسي في غاليسيا، كانت هناك مقترحات لإلغاء العملية (المخطط لها في 24 يوليو)، لكنها مضت قدمًا بإصرار من الملك فرديناند ملك رومانيا، والجنرال قسطنطين بريزان، ورئيس أركان الملك الروسي، دميتري شيرباتشوف.  تأخر التقدم الرئيسي نحو نامولواسا بشكل دائم، لكن المعارك الروسية الرومانية في معارك مارشتي، ومارشستي، وأويتوز نجحت في استعادة بعض الأراضي من النمساويين والألمان، ومنعت قوى المركز من غزو ما تبقى من رومانيا. كما أعادت الحملة مصداقية رومانيا بين دول الوفاق بعد هزيمتها عام 1916، لكنها في المجمل كانت انتصارًا صغيرًا للمجهود الحربي.  
أصبحت هذه العملية الداعمة الأكثر نجاحًا لهجوم كيرينسكي. ساهم تأثير رؤية تقدم الجيش الروماني واستخدام وحدات الصدمة لوقف التمردات خلف خط المواجهة في استعداد الجنود الروس للقتال في هذه المنطقة، على الرغم من وجود نفس مشاكل الانضباط التي أثرت على بقية الجيش الروسي.  استمر القتال في رومانيا حتى منتصف سبتمبر 1917. 

## العواقب

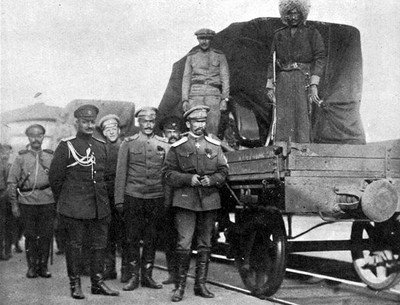
القائد الأعلى كورنيلوف (في الوسط) في موسكو لحضور مؤتمر الدولة، أغسطس 1917. كان النجاح الأولي للجيش الثامن في الهجوم هو بداية صعود كورنيلوف

مع تفكك العديد من الوحدات الروسية أثناء التراجع، ارتكب بعض الجنود جرائم ضد السكان المحليين في المنطقة القريبة من الجبهة، مما دفع كورنيلوف وسافينكوف إلى مطالبة الحكومة المؤقتة بإعادة عقوبة الإعدام في الجيش.  في اجتماع لكبار القادة في ستافكا في 29 يوليو 1917، تعرض كيرينسكي لانتقادات بسبب جميع السياسات التي نفذتها الحكومة المؤقتة في الجيش منذ ثورة فبراير، ووافق على ضرورة استعادة النظام بين القوات. في 31 يوليو، عين كورنيلوف ليحل محل بروسيلوف كقائد أعلى، لأن كورنيلوف كان دائمًا يعارض التغييرات الثورية.  كما أوصى بوريس سافينكوف كيرينسكي بكورنيلوف. علاوة على ذلك، وافق كيرينسكي على طلبهم بإعادة عقوبة الإعدام، وفرض قيود على لجان الجنود، وإلغاء إعلانه لحقوق الجنود من قبل. في هذا، أيدته اللجنة التنفيذية السوفييتية في بتروجراد، التي أعلنت أن من عصى أوامر الحكومة المؤقتة "خونة وجبناء". رأى الجنود العاديون في ذلك انحيازًا من القيادة إلى الضباط المعادين للثورة ضدهم، وبدأوا يشعرون بخيبة أمل تجاه الحكومة المؤقتة وأعضاء السوفييت المعتدلين. 
في المدى القريب، ومع تراجع الجيش الروسي إلى الإمبراطورية الروسية، أصبح الجنود أكثر استعدادًا للقتال. وكان للتدابير الجديدة لاستعادة الانضباط تأثير أيضًا، على الرغم من أن أحداث التراجع نفسها كانت السبب الرئيسي وراء التغيير في الموقف. وعادت الروح الوطنية إلى الظهور عندما كان الجيش يدافع عن روسيا، لكن الآراء الثورية العامة للجنود ظلت كما هي.  استعادت القوات النمساوية الألمانية معظم المقاطعات النمساوية غاليسيا وبوكوفينا،  مما عكس مكاسب هجوم بروسيلوف عام 1916 واستولت على أراضٍ إضافية.  أوقفوا هجومهم عندما تجاوزت قواتهم قدرة سككهم الحديدية على تقديم الدعم. وقبل انتهاء الهجوم المضاد الألماني في غاليسيا، بدأت القيادة العليا في التخطيط لهجوم أبعد شمالًا للاستيلاء على ريغا، وهي مدينة ليست بعيدة عن العاصمة الروسية سانت بطرسبرغ. 
شهد شهر يوليو أيضًا سلسلة من الاحتجاجات في بتروغراد عُرفت باسم أيام يوليو. تسببت إمكانية إرسالهم إلى الجبهة للهجوم الصيفي، وبالتالي إبعادهم عن مركز السلطة، في قيام الجنود الثوريين في حامية بتروغراد بتنظيم احتجاجات ضد الحكومة. تسبب وصول القوات المتمردة والمنشقين من جبهات أخرى إلى بتروغراد في إثارة الاضطرابات، حيث دعوا إلى منح كل السلطة للسوفييت. كانت سلمية في البداية، وأقنع كل من قادة الحزب السوفييتي والبلشفي الراديكاليين بالتراجع عن القيام بانقلاب ضد الحكومة المؤقتة. اعتقد فلاديمير لينين أن الحكومة لا تزال تتمتع بدعم كبير ويمكن سحق الانتفاضة المبكرة. ومع ذلك، استولى الراديكاليون على المنظمة البلشفية في بتروغراد. في 16 يوليو، بدأت بعض القوات احتجاجًا عنيفًا ضد الهجوم والحكومة، داعين العمال للانضمام إليهم. في غضون أيام، أصابوا المدينة بالشلل. حاصر مثيرو الشغب قصر توريد، لكن قادة السوفييت رفضوا مطالبهم، بينما تردد لينين وقادة البلاشفة الآخرون في التدخل. على الرغم من ذلك، اتُهم البلاشفة بالتحريض، واضطروا إلى الفرار من العاصمة عندما جلبت الحكومة المؤقتة قوات موالية لها إلى المدينة لإنهاء الاحتجاجات.    وفي 7 يوليو، أصبح كيرينسكي رئيسًا للحكومة بعد استقالة الأمير جورجي لفوف، وهو أمر لا علاقة له بالهجوم أو بأيام يوليو، بل كان له علاقة باستقالة عدد من الوزراء احتجاجًا على قرار الحكومة منح أوكرانيا الحكم الذاتي. 
كما بدأ الهجوم صعود كورنيلوف إلى السلطة، حيث كان قائدها الأكثر فعالية وتمكن من استقرار الجبهة بعد هزيمة الجيشين الآخرين. حضر مؤتمر موسكو الحكومي في منتصف أغسطس 1917، حيث حصل على دعم الصناعيين والسياسيين اليمينيين الذين كانوا مطلوبين سراً لإزالة الحكومة المؤقتة من السلطة. استخدم كورنيلوف وبعض الجنرالات الآخرين في ستافكا وحدات موالية لمحاولة إخراج السوفييت من بتروغراد، لكن هذا جاء بنتائج عكسية عندما رفضت القوات في الغالب الامتثال. في 14 سبتمبر 1917، تم اعتقال كورنيلوف والجنرالات المتمردين الآخرين. دفعت الأزمة السوفييت إلى طلب المساعدة من البلاشفة، وإطلاق سراح قادتهم الذين سُجنوا بعد أيام يوليو، وتسليح 25,000 من الحرس الأحمر البلشفي. كما دعوا بحارة أسطول البلطيق المتطرفين إلى بتروغراد للأمن. لم يثق الجنود بكيرينسكي بسبب معاملته المتساهلة لكورنيلوف ومتآمريه، ورفض العديد من القوات تلقي أوامر من القيادة العليا، التي لم يعد بإمكانها الاعتماد إلا على وحدات قليلة موثوقة. انتهز البلاشفة هذه الفرصة للانتشار داخل وحدات الجيش على طول خط المواجهة، بينما كان نفوذهم في السابق يقتصر في الغالب على الجبهة الشمالية بالقرب من العاصمة، وللحصول على أغلبية المقاعد في سوفييت بتروجراد، قبل ثورة أكتوبر بفترة وجيزة. أدى هجوم كيرينسكي إلى أزمة كورنيلوف، التي ساهمت بدورها بشكل كبير في إطاحة البلاشفة بالحكومة المؤقتة في 7 نوفمبر 1917.   

## ملحوظات
1. ↑  بدأ الهجوم في شهر يونيو حسب التقويم اليولياني الذي كان مستخدمًا في روسيا في ذلك الوقت وفي شهر يوليو حسب التقويم الغريغوري.
2. ↑  وكانت "الجبهة" أيضًا بمثابة المعادل الروسي لـ مجموعة الجيش.

## الاستشهادات
1. 1 2 3 4 5 6  Stevenson 2017، صفحات 158–170.
2. 1 2  Heenan 1987، صفحات 18–19.
3. ↑  Golovin 2014، صفحة 487.
4. 1 2 3 4 5 6 7 8 9 10  Heenan 1987، صفحات 117–124.
5. ↑  Oleynikov 2016، صفحة 243.
6. ↑  The Kerensky Offensive: A desperate operation that backfired (Archive)
7. ↑  Kerensky Offensive نسخة محفوظة 2025-06-20 على موقع واي باك مشين.
8. ↑  Oleynikov 2016، صفحة 260.
9. ↑  Holland Thompson، المحرر (1920). "Military Operations During the Russian Revolution". The Book of History: The Greatest War. Grolier. ج. XVII. ص. 715–725.
10. 1 2  Heenan 1987، صفحات 1–3.
11. 1 2 3 4 5  Stevenson 2017، صفحات 145–146.
12. 1 2 3  Stevenson 2017، صفحات 109–110.
13. ↑  Bilton 2014، صفحة 112.
14. ↑  Stevenson 2017، صفحات 91–94.
15. ↑  Stevenson 2017، صفحات 95–101.
16. ↑  Stevenson 2017، صفحات 104–108.
17. ↑  Reese 2019، صفحات 365–366.
18. 1 2  Stevenson 2017، صفحة 111.
19. 1 2  Beevor 2022، صفحات 53–56.
20. 1 2  Stevenson 2017، صفحات 112–114.
21. ↑  Heenan 1987، صفحات 36–37.
22. ↑  Beevor 2022، صفحات 57–60.
23. ↑  Reese 2019، صفحات 363–364.
24. ↑  Reese 2019، صفحات 370–372.
25. 1 2  Reese 2019، صفحات 394–400.
26. ↑  Wildman 1992، صفحات 77–79.
27. ↑  Wildman 1992، صفحات 82–85.
28. 1 2 3  Stevenson 2017، صفحات 147–148.
29. 1 2  Beevor 2022، صفحات 61–62.
30. 1 2 3 4 5 6  Reese 2019، صفحات 401–404.
31. ↑  Reese 2019، صفحة 326.
32. ↑  Heenan 1987، صفحات 39–40.
33. ↑  Heenan 1987، صفحة 35.
34. ↑  Cockfield 2019، صفحات 247–248.
35. ↑  Wildman 1987، صفحة 78.
36. ↑  Cockfield 2019، صفحات 253–254.
37. ↑  Wildman 1987، صفحات 78–79.
38. ↑  Reese 2019، صفحات 405–406.
39. ↑  Katkov 1980، صفحات 30–31.
40. 1 2 3  Cockfield 2019، صفحة 250.
41. 1 2  Beevor 2022، صفحة 63.
42. ↑  Heenan 1987، صفحات 49–54.
43. 1 2  Heenan 1987، صفحات 55–56.
44. 1 2 3 4 5 6  Buttar 2017، صفحات 153–163.
45. ↑  Tunstall 2021، صفحة 290.
46. ↑  Heenan 1987، صفحات 68–71.
47. 1 2 3  Heenan 1987، صفحات 109–111.
48. ↑  Heenan 1987، صفحة 60.
49. ↑  Wildman 1987، صفحات 89–91.
50. 1 2 3 4 5 6 7  Heenan 1987، صفحات 114–116.
51. ↑  Wildman 1987، صفحات 91–95.
52. ↑  Tunstall 2021، صفحات 291–292.
53. ↑  Wildman 1987، صفحات 96–97.
54. ↑  Wildman 1987، صفحة 91.
55. ↑  Wildman 1987، صفحة 92.
56. ↑  Wildman 1987، صفحة 98.
57. 1 2  Buttar 2017، صفحات 164–170.
58. ↑  Wildman 1987، صفحات 98–99.
59. ↑  Wildman 1987، صفحة 118.
60. ↑  Wildman 1987، صفحة 121.
61. 1 2 3  Tunstall 2021، صفحة 295.
62. 1 2  Erfurth، Waldemar (1988). Surprise. ترجمة: Stefan T. Possony. Headquarters Marine Corps. ص. 185–186.
63. ↑  Wildman 1987، صفحات 110–111.
64. ↑  Wildman 1987، صفحات 103–104.
65. 1 2  Torrey 2011، صفحات 189–190.
66. ↑  Torrey 2011، صفحات 183–184.
67. ↑  Torrey 2011، صفحات 190–191.
68. ↑  Torrey 2011، صفحة 209.
69. ↑  Torrey 2011، صفحات 253–256.
70. ↑  Torrey 2011، صفحات 252–253.
71. ↑  Kenez 1971، صفحات 28–30.
72. ↑  Wildman 1987، صفحات 141–143.
73. ↑  Heenan 1987، صفحات 112–113.
74. ↑  Buttar 2017، صفحات 193–198.
75. ↑  Beevor 2022، صفحات 74.
76. ↑  Heenan 1987، صفحات 126–128.
77. ↑  Buttar 2017، صفحات 199–203.
78. ↑  Ferro 1971، صفحات 505–508.